# Trò lừa bịp đĩa bay Anh 1967
Trò lừa bịp đĩa bay Anh 1967 ban đầu được cho là vụ hạ cánh không xác định của sáu chiếc 'phi thuyền' ngoài hành tinh xảy ra trên khắp miền Nam nước Anh vào thứ Hai, ngày 4 tháng 9 năm 1967. Cảnh sát và quân đội đã phản ứng gay gắt ngay sau khi phát hiện ra 'phi thuyền', dài 54 inch (1,4 m), rộng 30 inch (0,76 m) và sâu 20 inch (0,51 m), nặng 100 pound (45 kg) và phát thứ tiếng ồn ào của thiết bị điện tử. Sáu chiếc phi thuyền được đặt dọc theo vĩ tuyến 51 từ cửa sông Thames đến eo biển Bristol, gần như cách đều nhau; mỗi chiếc tại một khu nhà ở mới nằm gần Queenborough trên đảo Isle of Sheppey, sân gôn Bromley một bãi chăn ngựa ở làng Winkfield (nằm gần Ascot), làng Welford (nằm gần Newbury), ở Berkshire, Chippenham tại Wiltshire và ngay trên Đồi Dial ở Clevedon thuộc Somerset. Trò lừa bịp này do đám nhân viên tập sự ngành kỹ thuật máy bay từ Viện Nghiên cứu Hàng không Hoàng gia Anh (RAE) tại Farnborough bày ra.

## Lập kế hoạch và chế tạo 'phi thuyền'
Cả nhóm đã lên kế hoạch về ý tưởng đằng sau trò lừa bịp này vào tháng 1 năm 1967 như một phần của Tuần lễ Rag sắp được trường đại học Farnborough tổ chức. Đám nhân viên tập sự chế tạo đĩa bay của họ bằng một nửa sợi thủy tinh rồi phủ tấm kim loại lên để không ai nhìn thấy rõ lỗ thông hơi hoặc cửa sổ. Bên trong mỗi chiếc đĩa bay đều được đặt loại thiết bị điện tử có thể phát ra âm thanh kỳ quái khi chiếc đĩa bị lật ngửa. Mỗi chiếc đĩa bay còn chứa đầy thứ hỗn hợp gồm bột mì và nước.
Rồi nhóm hai hoặc ba người lái xe đến các địa điểm được chọn trong đêm khuya và mang theo những chiếc đĩa bay đến chỗ cánh đồng không mông quạnh. Tại đây, họ lật đĩa bay lên khiến chúng phát ra âm thanh điện tử. Xong xuôi đâu vào đó, họ rời khỏi cánh đồng và quay trở lại Farnborough. Không có đội nào bị người dân quanh vùng phát hiện.

## Phản hồi từ nhà chức trách
Ngay khi cảnh sát nhận được báo cáo về những chiếc đĩa bay này thì từng đĩa một đều bị tháo dỡ. Bộ chỉ huy phía nam của quân đội Anh, một số lực lượng cảnh sát, đơn vị xử lý bom mìn của quân đội, trực thăng RAF đều được huy động tới hiện trường. Bộ Quốc phòng nhận được tin báo và quân đội đã cho nổ chiếc đĩa bay được tìm thấy tại Chippenham. Chiếc đĩa bay nằm trên đảo Isle of Sheppey được trực thăng tới đưa đi. Một chiếc khác được gửi đến Tổ chức Vũ khí Nguyên tử tại Aldermaston và một chiếc nữa được đưa đến bộ phận vũ khí dẫn đường của hãng British Aircraft Corporation. Khi giới chức trách cho người khoan thử vào một trong những chiếc đĩa bay này, khiến cho thứ hỗn hợp bên trong phát nổ, tỏa ra thứ chất nhờn đậm mùi hôi lên người các sĩ quan cảnh sát.

## Tiết lộ trò lừa bịp
Những kẻ chịu trách nhiệm  bày ra trò lừa bịp bao gồm Christopher Southall và Roger Palmer, đều chỉ mới 21 tuổi. Ý tưởng đằng sau trò lừa bịp này là nhằm gây quỹ trong Tuần lễ Rag của trường đại học. Vụ việc đã thu hút sự chú ý của giới truyền thông - cả ở Anh và nước ngoài. Nhóm nhân viên tập sự không nghĩ rằng trò lừa bịp này làm bùng lên một cơn bão truyền thông như vậy nhưng một số người sau này còn được mời phỏng vấn trên truyền hình. Họ tiết lộ vụ việc cùng ngày khi giới chức trách tìm thấy những chiếc đĩa bay. Không ai trong nhóm phải ra hầu tòa vì trò lừa bịp và họ còn đứng ra gây quỹ từ thiện được 2.000 bảng Anh.